# Colesterol

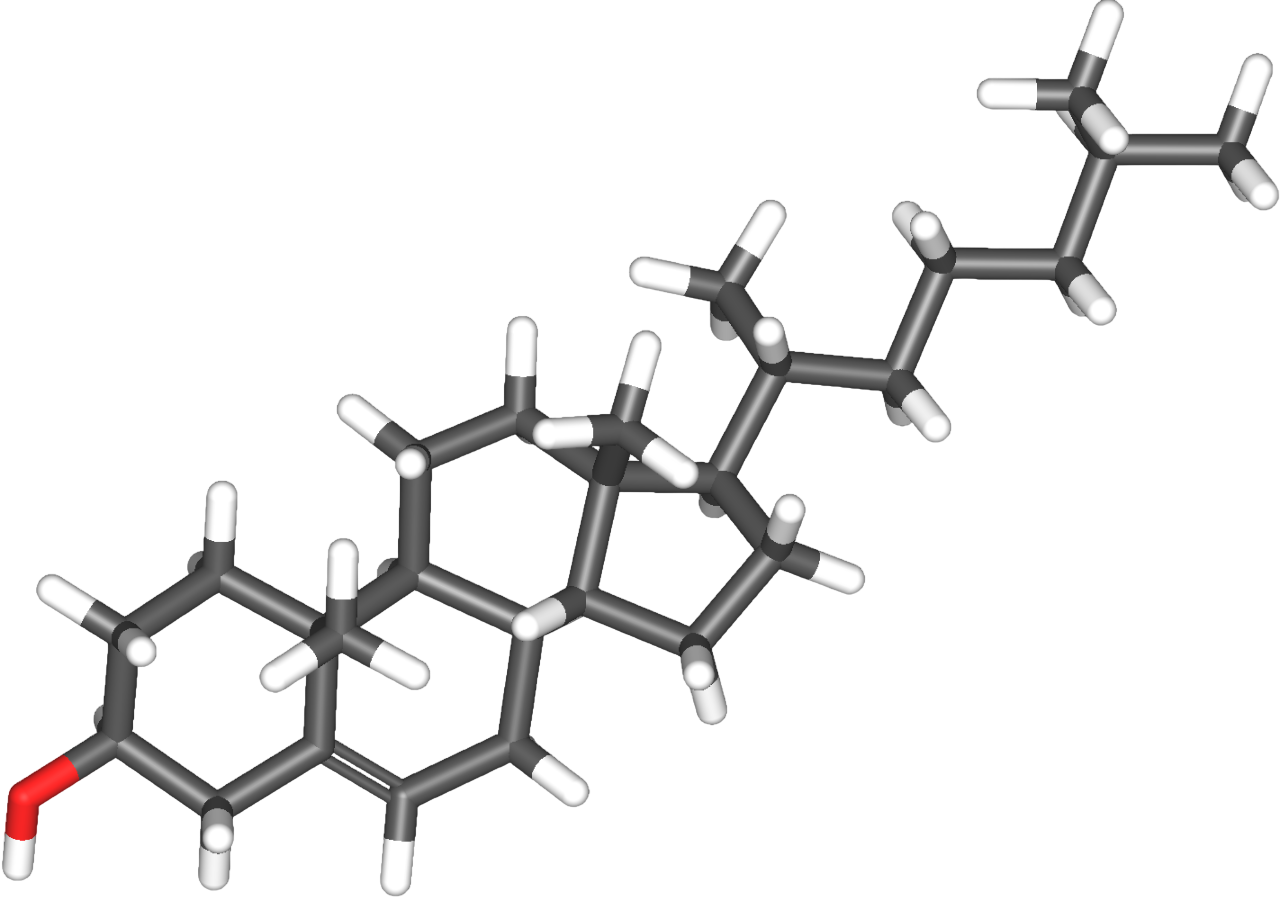
Representació espacial del colesterol.

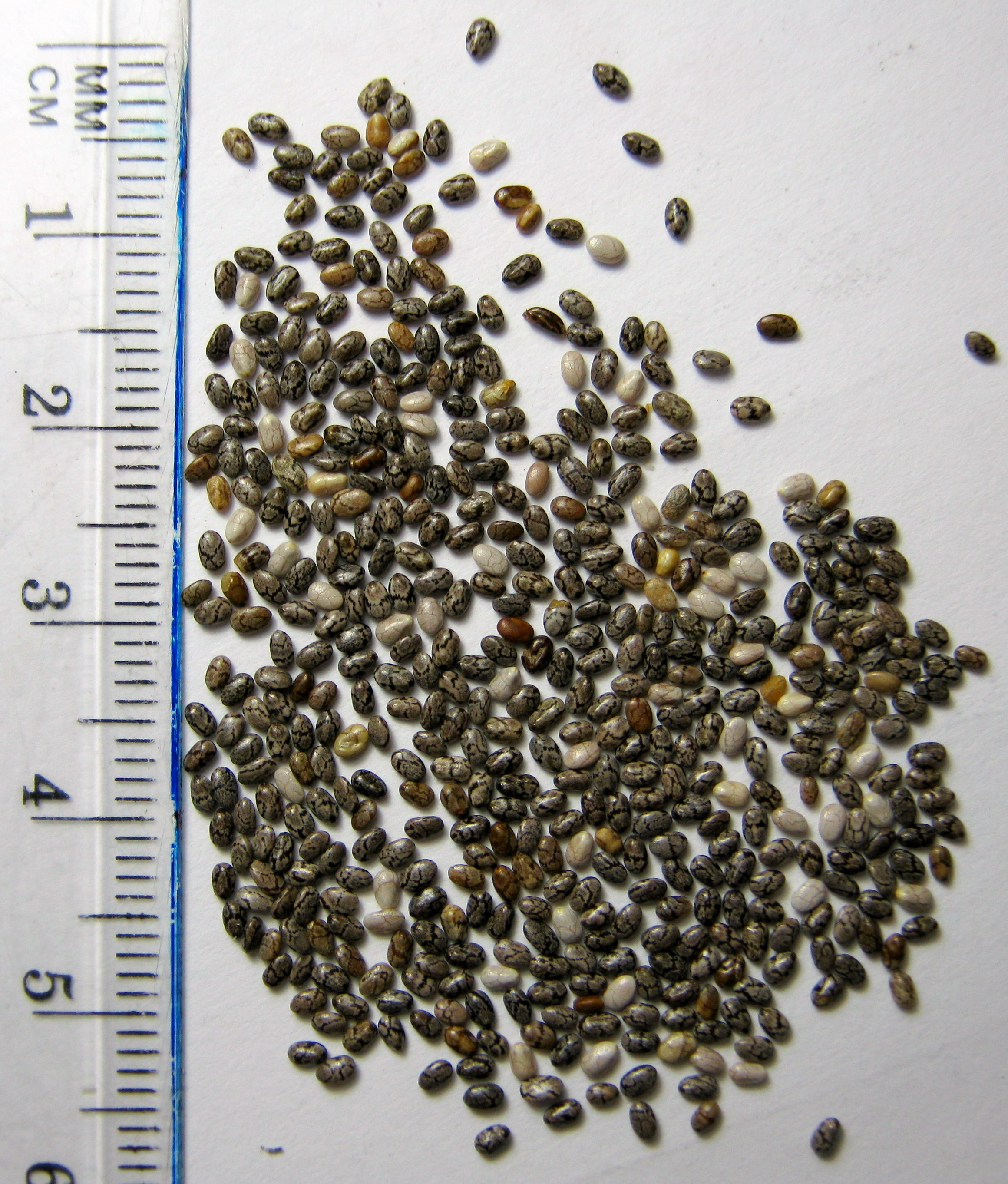
La chia es cultiva comercialment per les seves llavors, que són riques en omega-3.

El colesterol és un lípid amb una estructura bastant diferent de la dels fosfolípids. És un esteroide format per la unió de quatre anells hidrocarbonats. A un extrem de l'esteroide se li uneix una cua hidrocarbonada i a l'altre, un grup hidroxil. En les membranes, la molècula s'orienta paral·lela a les cadenes dels àcids grassos dels fosfolípids i el grup hidroxil interacciona amb el cap polar dels fospolípids que l'envolten. L'etimologia del colesterol prové del grec chole- (bilis) i stereos (sòlid), amb el sufix químic -ol que es refereix a un alcohol. François Poulletier de la Salle va ser qui primer identificà el colesterol en càlculs biliars, l'any 1769. Tanmateix no va ser fins a l'any 1815 quan el químic Eugène Chevreul anomenà aquest compost químic "cholesterine".
El colesterol és present en quasi totes les membranes animals. i forma quasi el 25% dels lípids de membrana de certes cèl·lules nervioses, però està absent en molts compartiments cel·lulars i en els procariotes.

## Estructura química
La fórmula química del colesterol es representa de dues formes: {\displaystyle {\ce {C27H46O}}} / {\displaystyle {\ce {C27H45OH}}}.
És un lípid esteroide, constituït per quatre carbocicles condensats o fosos, denominats A, B, C i D, que presenten diverses substitucions:
- Dos radicals metil en les posicions C-10 i C-13.
- Una cadena alifàtica ramificada de 8 carbonis en la posició C-17.
- Un grup hidroxil en la posició C-3.
- Una insaturació entre els carbonis C-5 i C-6

En la molècula de colesterol es pot distingir un cap polar constituït pel grup hidroxil i una cua o porció apolar formada pel carbocicle de nuclis condensats i els substituents alifàtics. Així, el colesterol és una molècula tan hidròfoba que la solubilitat de colesterol lliure en aigua és de 10-8 M i, igual que els altres lípids, és bastant soluble en dissolvents apolars com el cloroform (CHCl₃).

## Síntesi
Un 20-25% de la producció diària de colesterol té lloc al fetge (altres llocs d'elevat ritme de síntesi poden ser els intestins, les glàndules adrenals i els òrgans reproductius).
La síntesi s'inicia amb una molècula d'acetil-CoA i una molècula d'acetoacetil-CoA, les quals són deshidratades per tal de formar 3-hidroxi-3-metilglutaril CoA (HMG-CoA). Aquesta molècula és reduïda a mevalonat gràcies a l'enzim HMG-CoA reductasa (aquest pas és irreversible).
El mevalonat és transformat a 3-isopentilpirofosfat en tres reaccions que requereixen ATP i posteriorment és descarboxilat a isopentilpirofosfat. Tres d'aquestes molècules es condensen per a formar farnesilpirofosfat degut a l'acció de la geranil transferasa. L'esqualè sintasa condensa dues molècules de farnesilpirofosfat per a formar esqualè en el reticle endoplasmàtic i tot seguit, l'oxidoesqualè ciclasa cicla l'esqualè per a formar lanosterol. Finalment, el lanoesterol és convertit a colesterol.

## Regulació del colesterol
El colesterol es pot obtenir de la dieta (via exògena) o es pot sintetitzar en l'organisme (via endògena) Per exemple: un adult amb una dieta baixa en colesterol sintetitza de mitjana uns 800mg de colesterol diaris.
El lloc principal de síntesi del colesterol és el fetge i l'intestí, i la velocitat de formació del colesterol d'aquests òrgans és un factor molt important en la concentració cel·lular d'aquesta molècula, per tant, és primordial poder regular aquest procés.
Aquesta regulació és duta a terme pels canvis de quantitat i activitat de la 3-hidroxi-3-metilglutaril-CoA reductasa (HMG-CoA reductasa), que catalitza la formació de mevalonat, un dels precursors del colesterol.
Els mecanismes per a regular la HMG-CoA reductasa són els següents:
- La velocitat de síntesi del RNAm de la reductasa està controlada per la proteïna que uneix l'element regulador d'esterols (SREBP, "sterol regulatroy element binding protein"). Aquest factor s'uneix a una seqüència de DNA anomenada element regulador d'esterols. Quan baixa la concentració de colesterol, la proteïna SREBP, que en estat inactiu es troba en la membrana del reticle endoplasmàtic, migra al nucli, s'uneix al factor regulador d'esterols i s'augmenta la transcripció. Per contra, si la concentració de colesterol puja, la proteïna no és alliberada del reticle endoplasmatic.
- La velocitat de traducció del RNAm de la reductasa s'inhibeix per metabòlits no esterols derivats del mevalonat, així com pel colesterol de la dieta.
- La degradació de la reductasa: aquest enzim és bipartit, ja que té un domini citosòlic que duu a terme la catàlisi i un domini de membrana que detecta senyals que condueixen a la degradació. Aquesta regió pot sofrir un canvi en el seu estat d'isomerització com a resposta a l'increment de concentració d'esterols que fa que l'enzim sigui més sensible a la proteòlisis.
- La fosforilació disminueix l'activitat de l'enzim, això és degut al fet que com l'acetil-CoA-carboxilasa (que intervé en la síntesi d'àcids grassos), es desconnecta per una proteïna-cinasa activada per AMP. És a dir, que quan la concentració d'ATP baixa, la síntesi del colesterol s'atura.

## Funcions
El colesterol té diverses funcions en l'organisme:
- Estructural: el colesterol és un component molt important de les membranes plasmàtiques dels animals (no existeix en els vegetals). Encara que el colesterol es troba en petita quantitat en les membranes cel·lulars, en la membrana citoplasmàtica es presenta en una proporció molar 1:1 en relació amb els fosfolípids, regulant les seves propietats físico-químiques, en particular la fluïdesa. No obstant això, el colesterol es troba en molt baixa proporció o està pràcticament absent en les membranes subcel·lulars.
- Precursor de la vitamina D essencial en el metabolisme del calci.
- Precursor de les hormones sexuals: progesterona, estrògens i testosterona.
- Precursor de les hormones corticoesteroidals: cortisol i aldosterona.
- Precursor de les sals biliars, essencials en l'absorció d'alguns nutrients lipídics i via principal per a l'excreció de colesterol corporal.
- Precursor de les basses de lípids (en anglès, lipid rafts).
- Alguns estudis mostren que pot ser que actui com a antioxidant.[5]

## Transport
Atès que el colesterol és insoluble en aigua, el colesterol plasmàtic només existeix en forma de complexos macromoleculars. Els encarregats de transportar el colesterol i els triacilglicèrids són els líquids corporals en forma de partícules lipoproteïques, que tenen la capacitat de fixar i transportar-ne grans quantitats. Aquestes es poden agrupar segons la seva densitat creixent: quilomicrons, remanents de quilomicrons, lipoproteïnes de molt baixa densitat, lipoproteïnes de densitat intermèdia, lipoproteïnes de baixa densitat i lipoproteïnes d'alta densitat.
Les lipoproteïnes de baixa densitat són el principal transportador de colesterol en la sang. Aquestes partícules tenen un diàmetre de 22 nanòmetres, una massa d'uns tres milions de daltons i contenen unes 1.500 molècules de colesterol esterificat. La funció de les LDL és transportar el colesterol als teixits perifèrics i regular la síntesi ex novo en aquests llocs.
D'altra banda, la funció de l'HDL és captar el colesterol alliberat en el plasma procedent de les cèl·lules que moren i del recanvi de membranes. Tot seguit, una aciltransferasa present en les HDL esterifica el colesterol i el transfereix a les VLDL o a les LDL.

## Nivells de colesterol considerats normals
El contingut a la sang es pot considerar, per a un home adult sa:
- Colesterol total: Normal < 200 mg/dl. Normal-alt: de 200 a 240 mg/dl. Alt: > de 240 mg/dl
- LDL o VLDL (Colesterol dolent): Normal: < de 100 mg/dl. Normal-alt: de 100 a 160 mg/dl Alt: >160 mg/dl
- Triacilglicerols: Normal: < 150 mg/dl. Normal-alt: de 100 a 500 mg/dl. Alt: >500 mg/dl

L'Institut Català de la Salut considera que 200mg/dl o més de colesterol total a la sang és alt, sobretot si la persona té a més altres factors de risc, i que sense aquests factors, es considera alt. També és alt un nivell entre 200ml/dl i 250mg/dl.
Una persona que hagi ja patit algun infart o angina de pit hauria, segons l'equip de metges de l'Hospital Clínic de Barcelona, de reduir el seu nivell de colesterol total a la sang a un màxim de 200mg/dl, o fins i tot menys, segons el cas, per recomanació del seu metge.
Gairebé la meitat del colesterol present a la sang és produït pel mateix cos mentre que la resta és ingerida a la dieta. El col·legi de farmacèutics de Barcelona recomana consumir un màxim 300 mg al dia de colesterol, i com a indicador pràctic comenta que un ou en conté al voltant de 200 mg.
Per regular el nivell de colesterol a la sang hom pot menjar fruites i verdures, que aporten antioxidants, i pocs greixos saturats. Amb abundants llegums, cereals, peix i productes derivats de la llet que estiguin desnatats. Quan la dieta no és suficient cal afegir, a més, fàrmacs (hipolipemiants, per exemple, estatines), sota prescripció mèdica.

## Colesterol bo i colesterol dolent
El colesterol total que hi ha al cos és en realitat la suma de diferents tipus de colesterols una mica diferents entre ells. Alguns són necessaris i beneficiosos per a la salut mentre que d'altres, en excés, són un factor més que contribueix a cardiopaties i a problemes cardiovasculars: són el que popularment es coneixen com a "colesterol bo" (o lipoproteïnes d'alta densitat, LAD [o HDL, per les seves sigles en anglès]) i "colesterol dolent" (lipoproteïnes de baixa densitat, LBD [o LDL, per les seves sigles en anglès]).
En realitat, les LAD transporten el colesterol dels teixits al fetge, mentre que es creia que les LBD eren les encarregades de repartir-lo del fetge a la sang. Com menys colesterol hi hagi als teixits, millor. Actualment s'ignora la funció dels LBD.
Les LAD són lipoproteïnes més riques en proteïna i menys greixoses mentre que les LBD contenen un percentatge més alt de greix.
Els neuròlegs de l'Hospital del Mar de Barcelona han realitzat un estudi amb Massachusetts General Hospital (MGH) de Boston, publicat a la revista científica Stroke, per a saber en part per a què poden servir el triacilglicerols i els LBD. En ell s'han analitzat un total de 1.135 pacients que havien patit un ictus cerebral (504 de l'Hospital del Mar i 631 del MGH), i s'ha mesurat la severitat del deteriorament que presentaven per relacionar-lo amb la presència o absència d'LBD elevat.
La conclusió és que els pacients amb LBD elevat presentaven menys degeneració de la substància blanca del cervell. Així, Un nivell massa alt pot provocar un ictus, però, un cop s'ha patit, el colesterol contribueix a la recuperació del teixit danyat i millora el pronòstic.
Segons Jordi Jiménez Conde, neuròleg de l'Hospital del Mar, "No tot és blanc o negre, el colesterol és perjudicial per a algunes coses, però també té el seu paper beneficiós", "els resultats inviten a replantejar-se l'ús de tractaments agressius per reduir el colesterol" i "nosaltres, sens dubte, defensem que s'han de reduir els nivells alts de colesterol, però potser el balanç de riscos i beneficis deixa de ser favorable si el reduïm a nivells excessivament baixos".

## Malalties
Es diagnostica hipercolesterolèmia quan el nivell de colesterol en sèrum és igual o superior als 240 mg per decilitre. No pot considerar-se una malaltia sinó un desajustament metabòlic que pot ser secundari a moltes malalties i pot contribuir a moltes formes de malaltia, especialment cardiovascular. El colesterol elevat en la sang es deu a les anomalies en els nivells de lipoproteïnes.
Normalment, el fetge absorbeix el colesterol de la sang utilitzant proteïnes receptores que s'adhereixen al colesterol LDL. Si el fetge "sent" que no necessita més colesterol, deixa de "fabricar" la proteïna receptora. És per aquest motiu que algunes persones tenen un alt nivell de colesterol LDL en la sang. L'alimentació d'una persona també pot afectar aquest metabolisme. Per exemple, quan es consumeixen altes quantitats de colesterol en els aliments, la quantitat de colesterol absorbida tendeix a ser major, i el fetge sembla respondre en forma apropiada, detenint la formació dels receptors del colesterol LDL. Com a resultat, augmenta el nivell de colesterol en la sang i es poden formar plaques d'ateroma. Al presentar-se obstacles en el flux sanguini, augmenta el risc de la formació de coàguls. El flux turbulent de la sang i la inestabilitat del teixit de la placa que sobresurt de les parets de les artèries poden precipitar una ruptura del teixit de la placa, promovent una ràpida formació de coàguls i ocasionant un vessament cerebral o un infart. Per a tenir èxit en prevenir les malalties cardiovasculars, és important disminuir el colesterol LDL en la sang. Existeixen punts diferents de control de les concentracions de colesterol en la sang. La genètica, l'estil de vida i la dieta exerceixen la seva influència en la síntesi, secreció i transport dels lípids i afecten el metabolisme del colesterol.
En el cas de factors genètics, podem trobar la hipercolesterolèmia familiar. És una afecció que es transmet de pares a fills en la qual una persona té alts nivells de colesterol "dolent" (lipoproteïna de baixa densitat o LDL) des del naixement. Aquesta afecció pot causar atacs cardíacs a edats primerenques. La hipercolesterolèmia familiar és causada per un defecte genètic en el cromosoma 19, el que fa que el cos sigui incapaç d'eliminar el colesterol LDL del torrent sanguini. Això provoca nivells permanentment alts de LDL en sang, la qual cosa produeix que es presenti arterioesclerosi edat primerenques. L'afecció es transmet de manera característica de pares a fills en forma autosòmica dominant, la qual cosa significa que la persona només necessita rebre el gen anormal d'un dels pares per a heretar la malaltia. Un individu que hereta una còpia del gen es considera heterozigot. En casos excepcionals, un nen pot heretar el gen d'ambdós pares. Els individus que hereten ambdós gens es consideren homozigots. La hipercolesterolèmia familiar homozigòtica és molt més severa. Els nivells de colesterol poden excedir els 600 mg/dl, el que incrementa enormement el risc de cardiopatia i atacs cardíacs.

## Excreció
El colesterol és excretat pel fetge en forma de bilis i reabsorbit pels intestins.